# Сант'Агата (Комо)
Сант'Агата је насеље у Италији у округу Комо, региону Ломбардија.
Према процени из 2011. у насељу је живело 15 становника. Насеље се налази на надморској висини од 301 м.